# Monte Marboré
O Soum de Ramond ou Pico Añisclo (na língua aragonesa: Pico Plan de Marmorés, em francês:  Pic du Marboré), é uma montanha dos Pirenéus. Fica no maciço do Monte Perdido, na fronteira Espanha-França entre a província de Huesca e o departamento de Altos Pirenéus, e atinge 3248 m de altitude. Está integrado no Parque Nacional de Ordesa e Monte Perdido do lado espanhol e no Parque Nacional dos Pirenéus do lado francês.
Junto com os "Picos de la Cascada" forma a impressionante vertente norte do Circo de Gavarnie, com 1500 m de desnível entre o fundo do vale e o local onde está uma das maiores quedas de água da Europa, a Cascata de Gavarnie com 425 m de desnível.